# Stazione di Filisur
La stazione di Filisur, gestita dalla Ferrovia Retica è posta sulla linea dell'Albula, e capolinea della linea per Davos.
È posta nel centro abitato di Filisur, nel cantone svizzero dei Grigioni.

## Storia
La stazione entrò in funzione nel 1903 come parte della linea dell'Albula.
Nel 1909, con il completamento della linea per Davos, divenne stazione di diramazione.